# Victoria River (Cobungra River)
Der Victoria River ist ein Fluss im Gippsland im Osten des australischen Bundesstaates Victoria.
Er entspringt östlich des Ortes Bull Plain und des Mount Hotham in den australischen Alpen und fließt nach Osten. Rund drei Kilometer westlich der Siedlung Cobungra unterquert der Fluss die Great Alpine Road und mündet schließlich südwestlich der Siedlung Innesfail in den Cobungra River.

## Nebenflüsse mit Mündungshöhen
- Spring Creek – 1.020 m